# Samuel James Meltzer

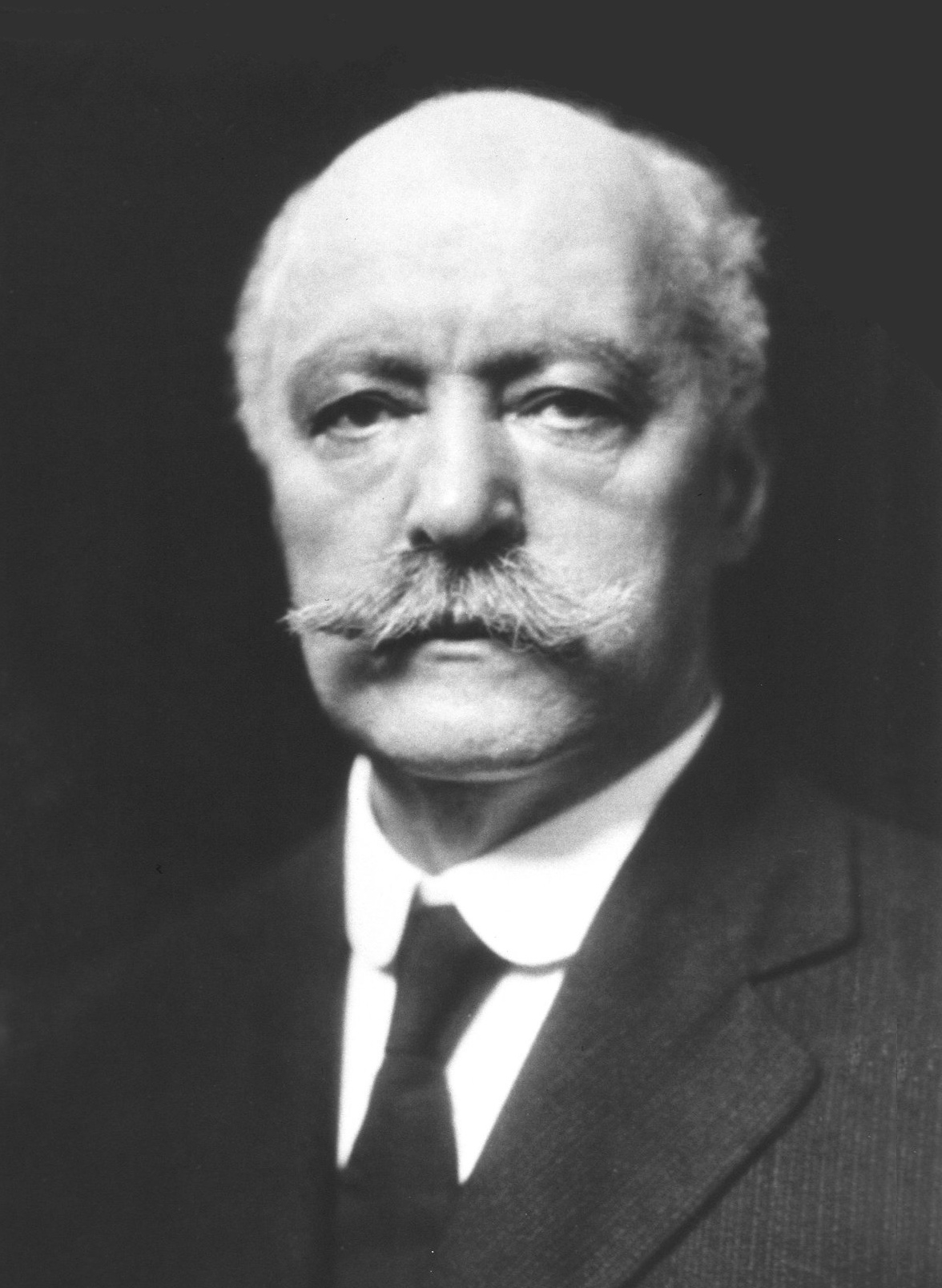
Samuel James Meltzer

Samuel James Meltzer (* 22. März 1851 in Ponewiesch, Gouvernement Kowno; † 7. November 1920 in New York City) war ein US-amerikanischer Mediziner und Physiologe.

## Leben
Samuel Meltzer besuchte das Realgymnasium in Königsberg und studierte von 1876 bis 1881 an der Friedrich-Wilhelms-Universität Berlin. Er betrieb unter der Leitung des mit ihm auch persönlich befreundeten Leiters des Instituts für Physiologie Hugo Kronecker experimentelle Forschungen zum Mechanismus des Schluckens und promovierte 1882 zum Dr. med. Samuel Meltzer wanderte im Folgejahr in die Vereinigten Staaten aus, wo er als Arzt in New York City tätig war, an William Henry Welchs Labor im Bellevue Hospital sowie am New Yorker Labor von John Green Curtis forschte und später in der Zeit von 1904 bis 1919 als Direktor des Departements für Physiologie und Pharmakologie des Rockefeller Institute for Medical Research wirkte. 
Er war Präsident der American Physiological Society, der Society for Experimental Biology and Medicine, der American Gastro-enterological Society, der American Society for the Advancement of Clinical Research, der Association of American Physicians und der American Association for Thoracic Surgery.
1911 wurde er zum Mitglied der Deutschen Akademie der Naturforscher Leopoldina und 1912 in die National Academy of Sciences gewählt.

## Schriften
- mit Hugo Kronecker: Ueber die Schluckmechanismus und dessen nervöse Hemmungen. In: Monatsbericht der Königl. Akademie der Wissenschaften zu Berlin, 24. Januar 1881: 100–106 (biodiversitylibrary.org)

- mit Hugo Kronecker: On the propagation of inhibitory excitation in the medulla oblongata. In: Proceedings of the Royal Society, 1881, 216: 27–29 (biodiversitylibrary.org)
- Das Schluckcentrum, seine Irradiationen und die allgemeine Bedeutung derselben. Inaugural-Dissertation, Berlin 1882
- Ueber die fundamentale Bedeutung der Erschütterung für die lebende Materie. In: Zeitschrift für Biologie, 30, Neue Folge 12, 464–509 (MDZ)